# NGC 3816
NGC 3816 (również PGC 36292 lub UGC 6656) – galaktyka soczewkowata (S0), znajdująca się w gwiazdozbiorze Lwa. Odkrył ją Heinrich Louis d’Arrest 9 maja 1864 roku.